# Pla de Far
El Pla de Far, o Plan de Far, en la parla local, és una plana en costa de muntanya del terme municipal de la Torre de Cabdella, en el seu terme primigeni, al Pallars Jussà.
Està situat dalt de la muntanya a ponent de la Torre de Cabdella, sota i al sud-est de la Collada Xica, al capdamunt del Serrat de Sant Miquel.